# منتخب البحرين لهوكي الجليد للرجال
منتخب البحرين لهوكي الجليد للرجال هو فريق هوكي الجليد الوطني في البحرين.

## التاريخ
لعب البحرين أول مباراة له وكان ودية في عام 2010 ضد الكويت التي خسرها 10-3. في العام التالي تنافس البحرين في الدوري الممتاز لدورة الألعاب الشتوية الآسيوية 2011. في المباراتين الأولتين تعرض للخسارة من ماليزيا (25-0) وتايلاند (29-0). انهى البطولة بخسارة المباريات الست واحتلال المركز الأخير. في عام 2012 تنافس البحرين في بطولة هوكي الجليد الخليجية 2012. احتل المركز الأخير بعد خسارته مباراة الميدالية البرونزية من عمان.

## البطولات الدولية

### الألعاب الشتوية الآسيوية
| العام | المستضيف | النتيجة | لعب | فاز | فاز في الوقت الإضافي | خسر في الوقت الإضافي | خسر |
| ----- | -------- | ------- | --- | --- | -------------------- | -------------------- | --- |
| 2011  | أستانة   | 12      | 6   | 0   | 0                    | 0                    | 6   |

### بطولة هوكي الجليد الخليجية
| العام | المستضيف | النتيجة | لعب | فاز | فاز في الوقت الإضافي | خسر في الوقت الإضافي | خسر |
| ----- | -------- | ------- | --- | --- | -------------------- | -------------------- | --- |
| 2012  | أبو ظبي  | 4       | 5   | 0   | 0                    | 0                    | 5   |

## قائمة اللاعبين
من الألعاب الآسيوية الشتوية 2011
| #  | الاسم                                           | المركز    | تاريخ الولادة  |
| -- | ----------------------------------------------- | --------- | -------------- |
| 16 | عبد الله جعفر أحمد                              | مهاجم     | 4 سبتمبر 1991  |
| 7  | شعيب أحمد حسن الجودر                            | مدافع     | 23 يناير 1990  |
| 8  | سلمان محمد سلمان الذوادي                        | مهاجم     | 13 يونيو 1985  |
| 1  | عبد الله حسن خليفة الأدهب                       | حارس مرمى | 1 ديسمبر 1991  |
| 2  | محمد جمعة محمد جمعة الدوي                       | حارس مرمى | 11 يونيو 1981  |
| 3  | حسن حبيب حسن المشيقري                           | مهاجم     | 2 أكتوبر 1983  |
| 9  | علي حمد المطلق                                  | مهاجم     | 18 فبراير 1982 |
| 15 | عبد الله محمد شكر الله القاسمي                  | مدافع     | 16 أغسطس 1982  |
| 6  | يوسف جميل باقر باقر                             | مدافع     | 26 مايو 1990   |
| 17 | محمد دانلي                                      | مدافع     | 16 أغسطس 1982  |
| 5  | تامر فؤاد حسن فخرو (قائد المنتخب)               | مهاجم     | 19 أغسطس 1976  |
| 13 | سامح طلعت حسن حجازي                             | مدافع     | 26 يونيو 1987  |
| 10 | نوح محمد شريف إسماعيل (النائب الثاني للقائد)    | مهاجم     | 11 مارس 1980   |
| 12 | عبد الله عبد الرحمن جناحي                       | مدافع     | 10 أبريل 1982  |
| 11 | سعود راشد محمد علي صليبيخ (النائب الأول للقائد) | مدافع     | 18 يوليو 1978  |
| 14 | عبد الله عيسى أحمد تركي                         | مدافع     | 18 يوليو 1989  |
| 94 | عبد الرحمن عيسى أحمد تركي                       | مهاجم     | 18 يوليو 1989  |

## سجل المباريات ضد الجميع
حسب 11 أغسطس 2016
| المنتخب                  | لعب | فاز | تعادل | خسر | له | عليه |
| ------------------------ | --- | --- | ----- | --- | -- | ---- |
| الكويت                   | 3   | 0   | 0     | 3   | 5  | 46   |
| قرغيزستان                | 1   | 0   | 0     | 1   | 10 | 15   |
| ماليزيا                  | 1   | 0   | 0     | 1   | 0  | 25   |
| منغوليا                  | 1   | 0   | 0     | 1   | 1  | 21   |
| عمان                     | 3   | 0   | 0     | 3   | 8  | 18   |
| قطر                      | 3   | 0   | 0     | 3   | 0  | 10   |
| تايلاند                  | 1   | 0   | 0     | 1   | 0  | 29   |
| الإمارات العربية المتحدة | 3   | 0   | 0     | 3   | 0  | 53   |
| المجموع                  | 16  | 0   | 0     | 16  | 24 | 217  |